# 金屋西町
金屋西町（かなやにしまち）は、愛知県豊川市の町名。現行行政地名は金屋西町一丁目から三丁目。

## 地理
豊川市中央部に位置し、東は若鳩町、西は諏訪、南は中央通、北は穂ノ原に接する。

## 歴史

### 沿革
- 1987年（昭和62年）8月1日 - 北金屋町（川向）・豊川町（畿通・左通）・本野町（西新古）・牛久保町（久加・橋向・二見塚）の各一部より、金屋西町1～3丁目が成立[1]。

## 世帯数と人口
2019年（平成31年）3月31日現在の世帯数と人口は以下の通りである。
| 町丁     | 世帯数  | 人口  |
| -------- | ------- | ----- |
| 金屋西町 | 222世帯 | 554人 |

## 学区
| 番・番地等 | 小学校             | 中学校             | 高等学校 |
| ---------- | ------------------ | ------------------ | -------- |
| 全域       | 豊川市立金屋小学校 | 豊川市立金屋中学校 | 三河学区 |

## 施設

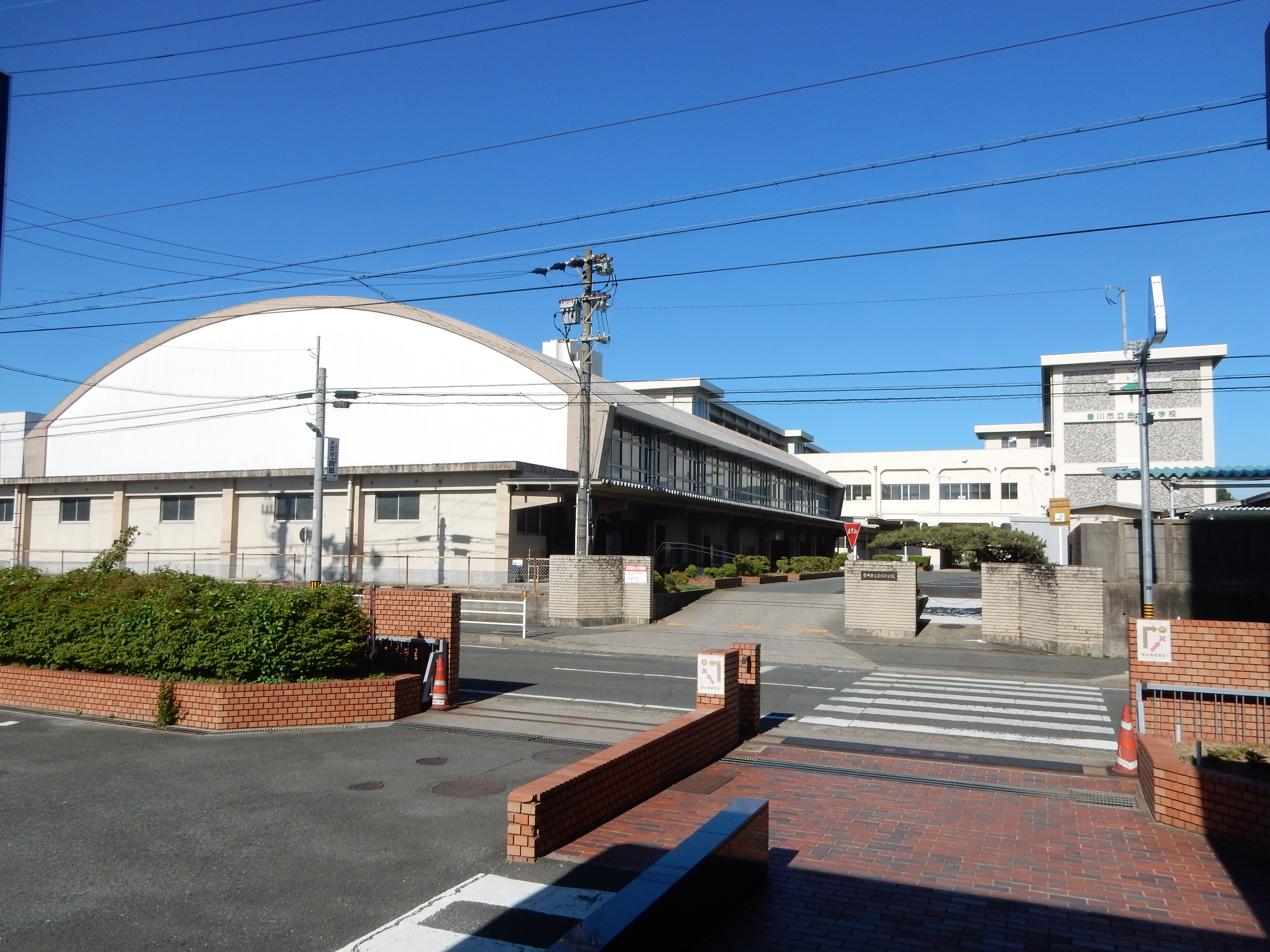
豊川市立金屋中学校

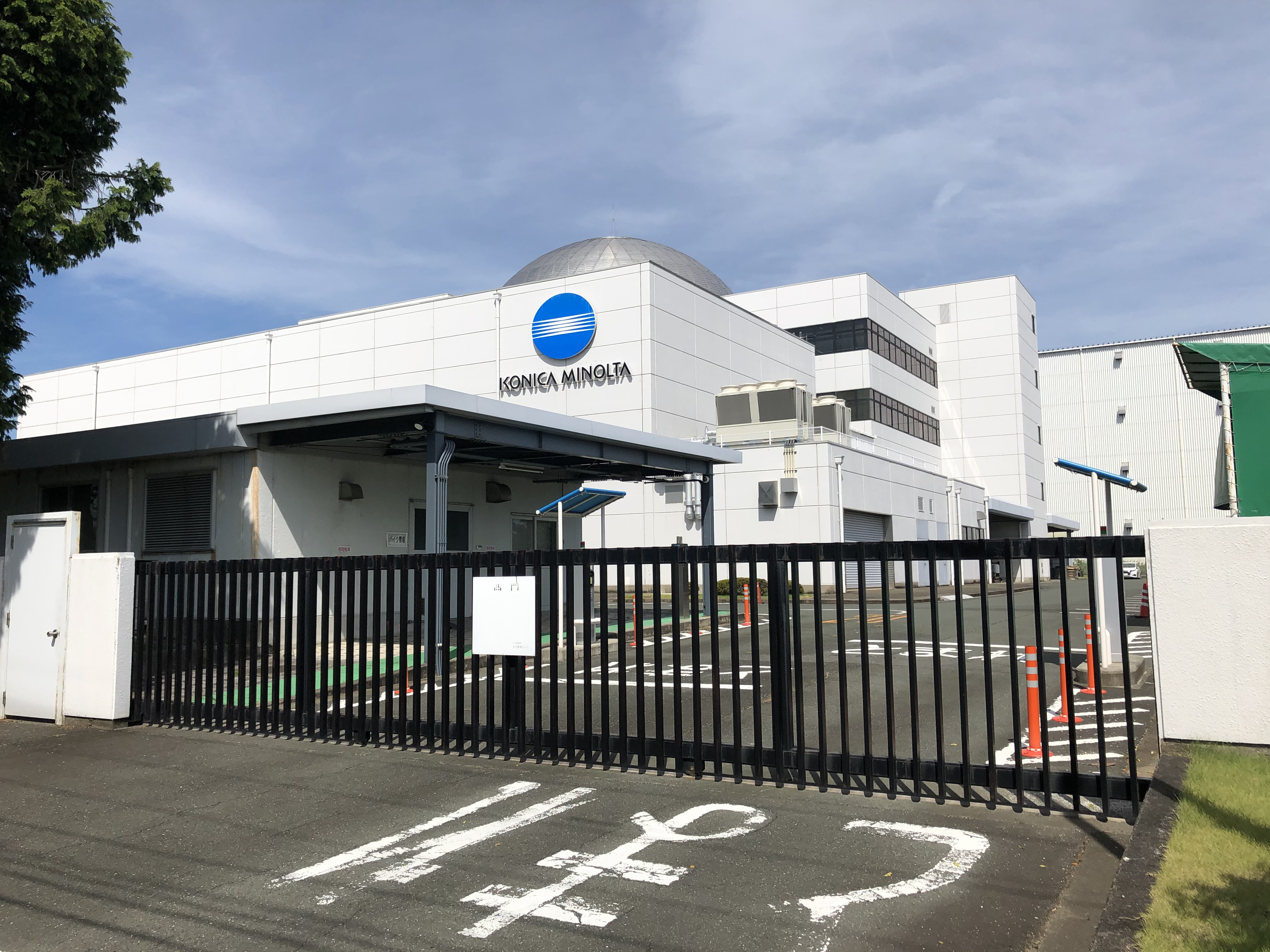
コニカミノルタ豊川サイト

- 東三河運転免許センター
- 豊川交通安全講習所
- 豊川市立金屋小学校
- 豊川市立金屋中学校
- 名古屋法務局豊川出張所
- 陸上自衛隊豊川駐屯地官舎
- 豊川公園
  - 豊川市プール
- コニカミノルタ豊川サイト

## その他

### 日本郵便
- 郵便番号 : 442-0067[3]（集配局：豊川郵便局[7]）。